# Ginásio Newton de Faria
O Ginásio Internacional Newton de Faria é o principal centro multiesportivo de Anápolis, Goiás. Está localizado ao lado do Brasil ParkShopping. Já sediou eventos importantes de âmbitos nacional e internacional, sendo o principal deles o Grand Prix de Futsal Masculino, em 2009 e 2010.
A Lei Municipal nº 3320, de 5 de novembro de 2008, passou a vedar o uso do Ginásio Newton de Faria para fins privados, liberando o uso público de "atividades administrativas relacionadas ao desporto, cultura e lazer".